# Ksienija Labiodkina
Ksienija Siarhiejeuna Labiodkina (biał. Ксенiя Сяргееўна Лябёдкiна, ur. 18 lutego 2002 w Mińsku) – białoruska siatkarka, grająca na pozycji przyjmującej, reprezentantka kraju.
Karierę sportową rozpoczęła w klubie SDUSHOR Mińsk. W 2019 roku podpisała kontrakt z drugim zespołem Minczanki Mińsk, a rok później dołączyła także do pierwszej drużyny.
W 2020 roku wraz z młodzieżową reprezentacją Białorusi wywalczyła brązowy medal mistrzostw Europy U19.

## Sukcesy klubowe
Mistrzostwa Białorusi:
- 2021[4]

Puchar Białorusi:
- 2021[7]